# Jimmy Carter (boxe anglaise)
Pour les articles homonymes, voir James Carter et Carter.
Jimmy Carter est un boxeur américain né le 15 décembre 1923 à Aiken, Caroline du Sud, et mort le 21 septembre 1994.

## Carrière
Il devient champion du monde des poids légers le 25 mai 1951 en battant Ike Williams par arrêt de l'arbitre à la 14e reprise. Il perd son titre aux points à la surprise générale face à Lauro Salas le 1er avril 1952 mais prend sa revanche le 15 octobre.
Carter est détrôné une seconde fois par Paddy DeMarco le 5 mars 1954 ; prend à nouveau sa revanche le 17 novembre mais cède définitivement le titre mondial au profit de Wallace Bud Smith qui le bat le 29 juin 1955.

## Distinction
- Jimmy Carter est membre de l'International Boxing Hall of Fame depuis 2000.